# Richard Daniel Alarcón Urrutia
Mons. Richard Daniel Alarcón Urrutia (* 10. dubna 1952, Lima) je peruánský římskokatolický duchovní a arcibiskup Cuzca.

## Život
Narodil se 10. dubna 1952 v Limě.
Vstoupil do Řádu menších bratří a studoval na řadové škole. Teologické a filozofické vzdělání získal na Papežské katolické univerzitě v Peru. Dne 15. května 1976 složil své věčné řeholní sliby a 8. prosince byl vysvěcen na kněze. Stal se farářem farnosti svatého Františka a ekonomem františkánského konventu v Cuzcu. Následně vykonával funkci mistra postulantů konventu San José Obrero v Arequipě.
Byl také kvardiánem konventu Santa Barbara v Juliace či vicemistrem konventu San Francisco v Limě. Roku 1993 opustil řád a 20. dubna byl inkardinován do diecéze Tarma. Stal se generálním vikářem této diecéze.
Dne 13. června 2001 jej papež Jan Pavel II. jmenoval biskupem diecéze Tarma. Biskupské svěcení přijal 21. července z rukou arcibiskupa Luise Abilia Sebastiani Aguirre a spolusvětiteli byli arcibiskup Rino Passigato a biskup Luis Armando Bambarén Gastelumendi.
Dne 28. října 2014 byl papežem Františkem ustanoven arcibiskupem Cuzca.